# Фёдоров, Владимир Алексеевич (футболист)
Владимир Алексеевич Фёдоров (3 марта 1951, Москва, СССР) — советский футболист, защитник.

## Карьера
Воспитанник ДЮСШ «Спартак» Москва (2-е отделение). За свою карьеру выступал в советских командах «Спартак» Москва, «Спартак» Кострома, «Искра» Смоленск и «Торпедо» Владимир.